# 12,17×42mm RF

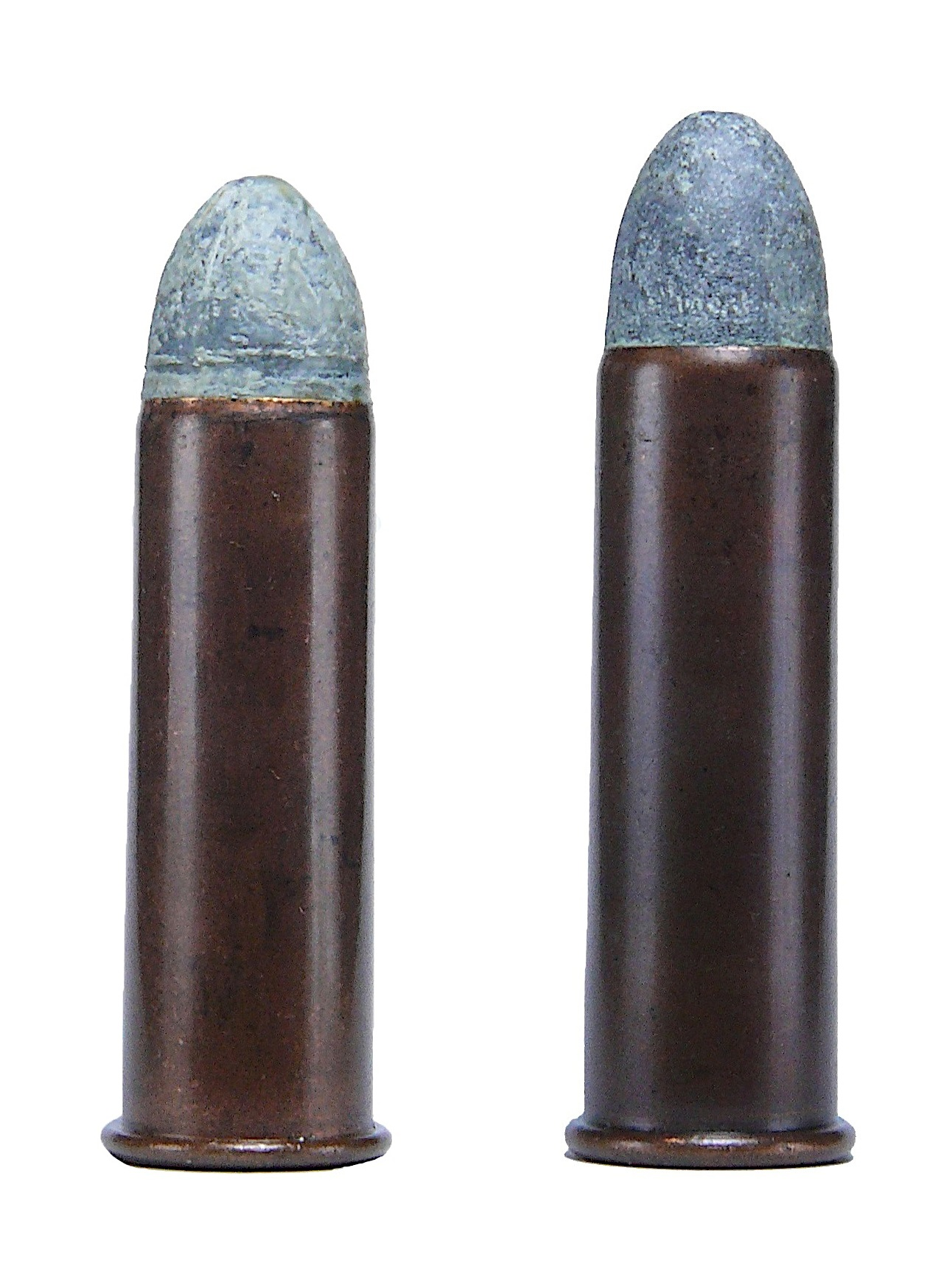
Um cartucho 12,17×42mm RF sueco e sua variante norueguesa mais comprida, o 12,17×44mm RF.

O 12,17×42mm RF é um cartucho de fogo central metálico de rifle desenvolvido por uma comissão conjunta de armas sueco-norueguesa e foi adotado pelas forças armadas da Suécia e da Noruega em 1867.
O 12,17×42mm RF foi usado nos rifles Remington Rolling Block M1867 adotados como novos rifles padrão pelas forças armadas da Suécia e da Noruega no mesmo ano. Um grande número de rifles suecos mais antigos, tanto o modelo de 1860 por antecarga quanto o Modelo 1864 por retrocarga, além dos rifles Kammerlader noruegueses de vários modelos, foram convertidos para a ação de bloco pivotante, com câmara para esse novo cartucho padrão.
Uma versão alongada desse cartucho, o 12,17×44mm RF, foi adotado pelas forças armadas norueguesas em 1871. Mas os dois cartuchos eram intercambiáveis e, portanto, podiam ser disparados com as mesmas armas.

## Características
No serviço sueco, o cartucho padrão usava um projétil de chumbo (em forma de Minié ball) pesando 24 g (370 gr). A velocidade de saída de um cano de teste padrão de 955 mm (37,6 pol.) foi 386 m/s (1.266 pés/s), com uma energia na "boca" do cano de 1.788 J (1.319 pés/lbf). Disparado por meio de um cano de carabina de 460 mm (18,11 pol.), A velocidade do cano foi de 340 m/s (1.115 pés/s), com uma energia na "boca" do cano de 1.387 J (1.023 pés/lbf).